# Uovo centenario
L'uovo centenario o dei cent'anni (in cinese 皮蛋, in pinyin pídàn, "uovo capriccioso") è un tradizionale metodo di conservazione delle uova ed è una specialità della cucina cinese.

## Storia

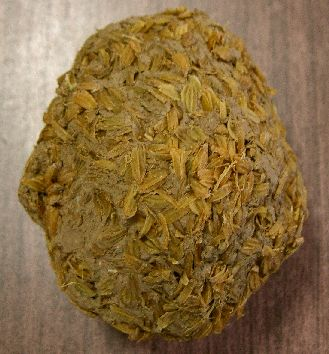
Uovo centenario in fase di maturazione

Secondo alcune fonti, difficilmente verificabili, la produzione delle uova centenarie avrebbe più di cinque secoli di storia. La sua scoperta sarebbe avvenuta circa 600 anni fa a Hunan, durante il periodo Ming, quando un abitante del posto scoprì un uovo di anatra che si trovava in una piccola pozza piena di calce spenta che era rimasta nel suo terreno dopo la costruzione della propria casa, completata un paio di mesi prima. Avendo assaggiato e apprezzato il sapore dell'uovo così conservato iniziò a produrne altri, aggiungendo però del sale alla calce spenta in modo da migliorare il sapore del prodotto finito.

## Preparazione

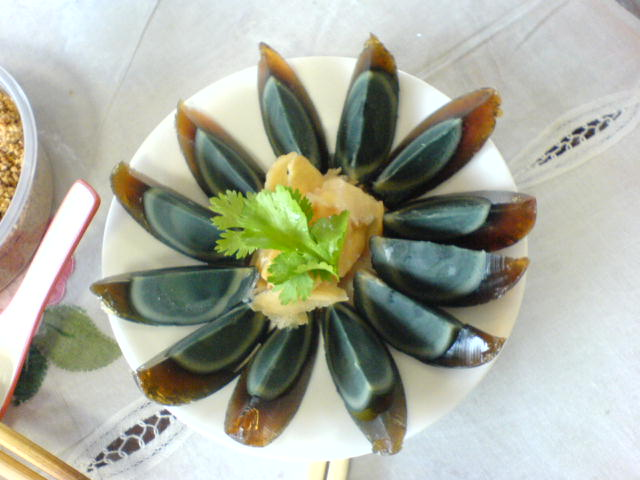
Un piatto di uova dei cent'anni

Le uova dei cent'anni devono il loro sapore a un particolare processo di fermentazione. La tradizione prevede che uova di anatra (raramente uova di gallina o di quaglia) siano lasciate per un lasso di tempo di circa cento giorni in un composto di acqua, sale, carbone e ossido di calcio. Durante questo periodo l'albume si trasforma in una massa gelatinosa color ambra, semitrasparente, mentre il tuorlo assume una colorazione verde scuro.

## Utilizzo

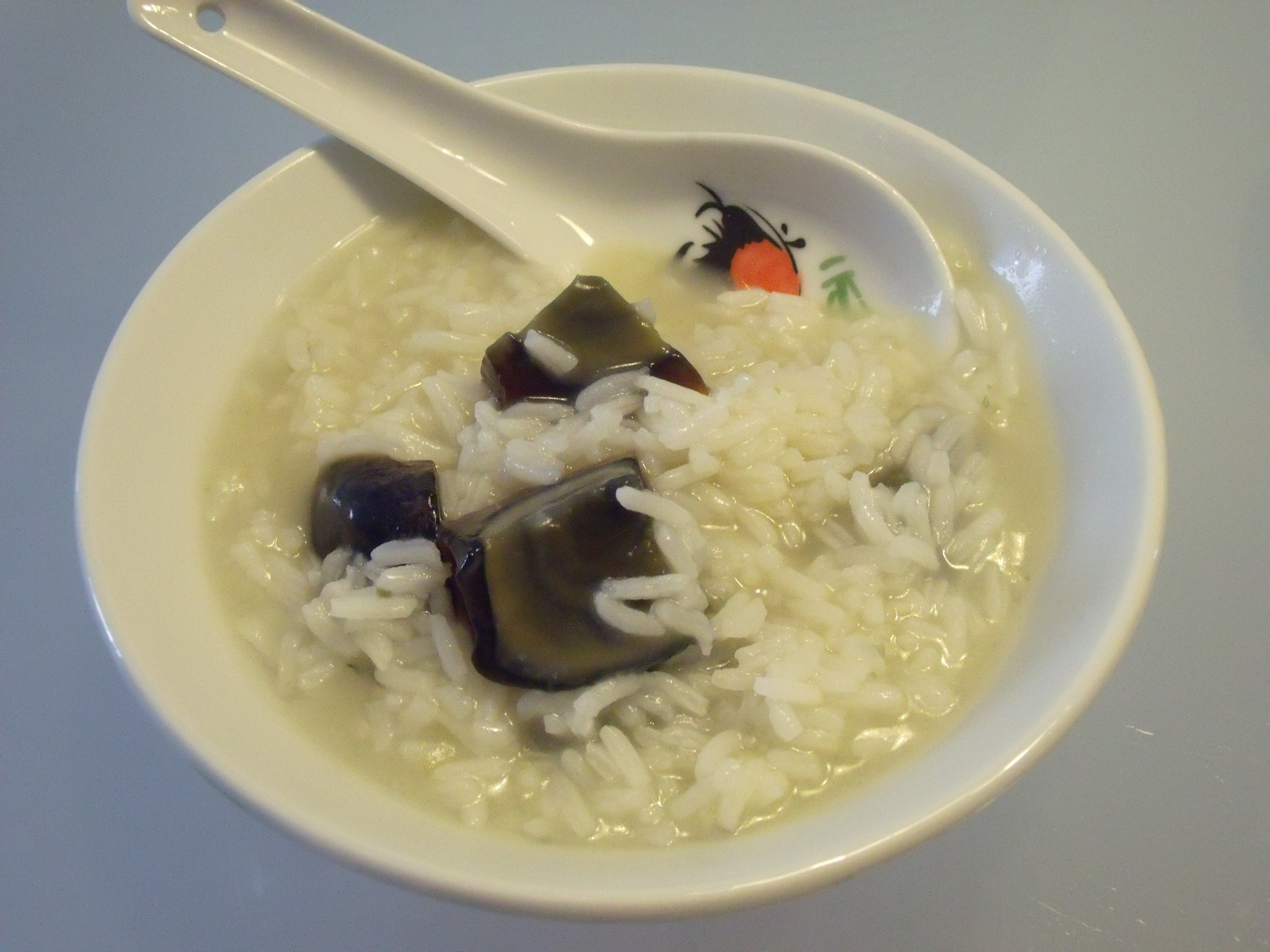
Uova dei cent'anni con il congee

Le uova dei cent'anni dopo essere state sgusciate si possono mangiare senza ulteriori manipolazioni, come piatto a sé stante o come accompagnamento di altri cibi. Se utilizzate come antipasto possono essere guarnite con radici di zenzero marinate. A Taiwan un modo comune di presentarle è assieme a fette di tofu freddo, condendo il tutto con salsa di soia, katsuobushi e olio di sesamo. Un'altra ricetta che le utilizza è quella nella quale le uova  centenarie sminuzzate guarniscono un'omelette preparata con uova fresche. In alcune famiglie cinesi le uova dei cent'anni vengono anche consumate a pezzettini assieme al congee ((ZH) 皮蛋瘦肉粥).